# Heideland (Brandenburg)
Heideland település Németországban, azon belül Brandenburgban. Lakosainak száma 448 fő (2023. december 31.). Heideland Doberlug-Kirchhain és Finsterwalde községekkel határos.

## Népesség
A település népességének változása:
| Lakosok száma | 524  | 506  | 482  | 465  | 448  |
|               | 2017 | 2019 | 2021 | 2022 | 2023 |